# Titanidiops briodae
Espèce
Titanidiops briodae est une espèce d'araignées mygalomorphes de la famille des Idiopidae.

## Distribution
Cette espèce est endémique du Zimbabwe.

## Description
La femelle holotype mesure 30 mm.

## Systématique et taxinomie
Cette espèce a été décrite par Schenkel en 1937.

## Étymologie
Cette espèce est nommée en l'honneur de Rose Briod (1888-1963). 

## Publication originale
- Schenkel, 1937 : « Beschreibungen einiger afrikanischer Spinnen und Fundortsangaben. » Festschrift zum 60 Geburtstage von Professor Dr. Embrik Strand, Riga, vol. 3, p. 373-398.